# Дамаскин Студит
Дамаски́н Студи́т (греч. Δαμασκηνός ὁ Στουδίτης; 20-е годы XVI века; Солунь — ок. 1580) — православный митрополит Навпакта и Арты, прославленный в 2013 году Элладской православной церковью в лике святых.
Был епископом Рентинским в 1564—1574 годах, а затем стал митрополитом Навпактским и Артским. Часть его произведений написана на разговорном греческом языке, что способствовало просвещению простых верующих в период османского ига.
Из сочинений Студита известны «Увещание к монахам, желающим спастись», «Разговор о непорядках архиерейских» и в особенности его проповеди, несколько раз издававшиеся в Венеции (первое издание — в 1568 году, последнее — в 1844 году) под именем «Сокровища» (греч. Θησαυρός). К этому «Сокровищу» присоединялось «Изъяснение Отче наш» (греч. Έξήγησις τού Πάτερ ήμων). Имя и творения Студита знали русские переводчики Никоновского времени. Одно слово Студита, «На поклонение честного и животворящего креста», напечатано в Никоновской Скрижали 1656 года. Из Студита заимствована защита некоторых православных мнений против латинских в «Диалогах грека учителя с иезуитом о разностях между церковию восточною и римским костелом», составленных Лихудами около 1690 года. В библиотеке А. И. Хлудова есть полный перевод проповедей Студита в рукописи 69.
В своих проповедях Студит не только учит, но иногда входит в исследования, собирает различные мнения и избирает из них те, какие кажутся ему достоверными.